# 벨기에 국철
벨기에 국철(네덜란드어: Nationale Maatschappij der Belgische Spoorwegen, NMBS 프랑스어: Société nationale des chemins de fer belges, SNCB)은 벨기에의 국영 철도 운행 회사이다.
벨기에 국철은 1926년에 설립된 국유 기업이지만, 1992년에 정부 소유로 전환 후 2005년 1월에 상하 분리가 이루어져 SNCB 지주회사 (SNCB-Holding)가 되었다. 이러한 상하 분리는 유럽 연합의 정책으로, 벨기에뿐만 아니라 EU 회원국의 철도에서 널리 행해지고 있다. 미래의 철도 운송과 화물 운송의 자유화를 겨냥한 것이기도 하다.

## 열차의 종류

### 국내 열차
- IC (인터시티): 특급 열차. 고속 신선을 최고 속도 200km/h로 주행하는 시스템도 있다.
- IR (인터지역): 급행 열차
- L (로컬): 보통 열차
- P (피크트레인): 혼잡 시간대에 운전하는 보통 열차

### 국제 열차
- 탈리스: 프랑스 네덜란드 독일로 직행.
- 유로스타: 채널 터널 을 통해 영국 에 직행.
- TGV: 프랑스 (파리 이외)에 직통.
- ICE: 독일로 직행.
- 유로시티: 룩셈부르크 · 프랑스를 통해 스위스로 직행.
- 베네룩스 트레인: 네덜란드로 직행. 국내 IC (인터 시티)과 동격.
- 그 외에도 프랑스 룩셈부르크 · 네덜란드로 직통하는 완행 열차가 운행되고 있다.